# Château de Lunel-Viel
Le château de Lunel-Viel est un château situé à Lunel-Viel, dans le département de l'Hérault et la région Occitanie.

## Historique
Le château de Lunel-Viel est un monument inscrit au titre des monuments historiques par arrêté du 23 octobre 1990.
Aucun texte ne signalait la présence d'un château au Moyen Âge. En effet Lunel-Viel était à cette époque sous le commandement de la baronnie de Lunel. Le château date du XIIe siècle pour sa partie la plus ancienne. Bâti par la famille de Trémollet, seigneur du lieu aux XVIIe et XVIIIe siècles, le château fut vendu à la veille de la Révolution au sieur Durand, maire de Montpellier. Le château a été profondément transformé durant la seconde moitié du XIXe siècle. Le château appartenait alors à Paul Manse, un riche avocat. Il a fait construire une chapelle qui a gardé son décor néo-gothique. La tour, sorte de donjon néo-médiéval domine le village et la plaine d'une hauteur imposante de 30 mètres. 
Dans le parc fut construite en 1876 une grande orangeraie de style Napoléon III, sa couverture d'ardoise en écaille et son décor sculpté lui a valu d'être inscrite au titre de monument historique par les bâtiments de France en 1990. Au sein du parc se trouve aussi un carillon de trois cloches datant de 1898 initialement installé sur la façade du château.
Depuis 2008, ce lieu accueille le festival Un piano sous les arbres qui se tient chaque année pendant le dernier week-end d'août.

## Galerie

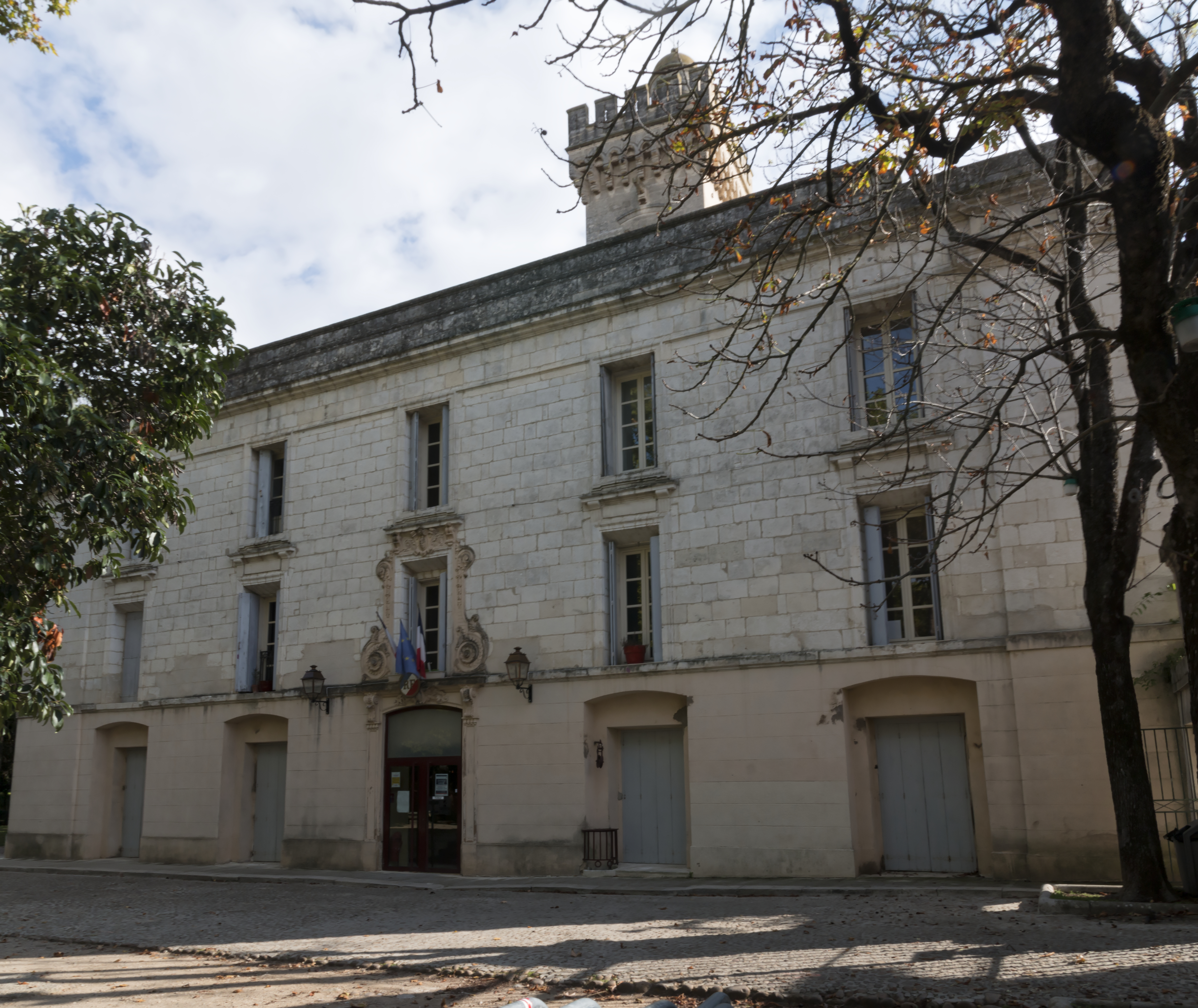
Façade Nord
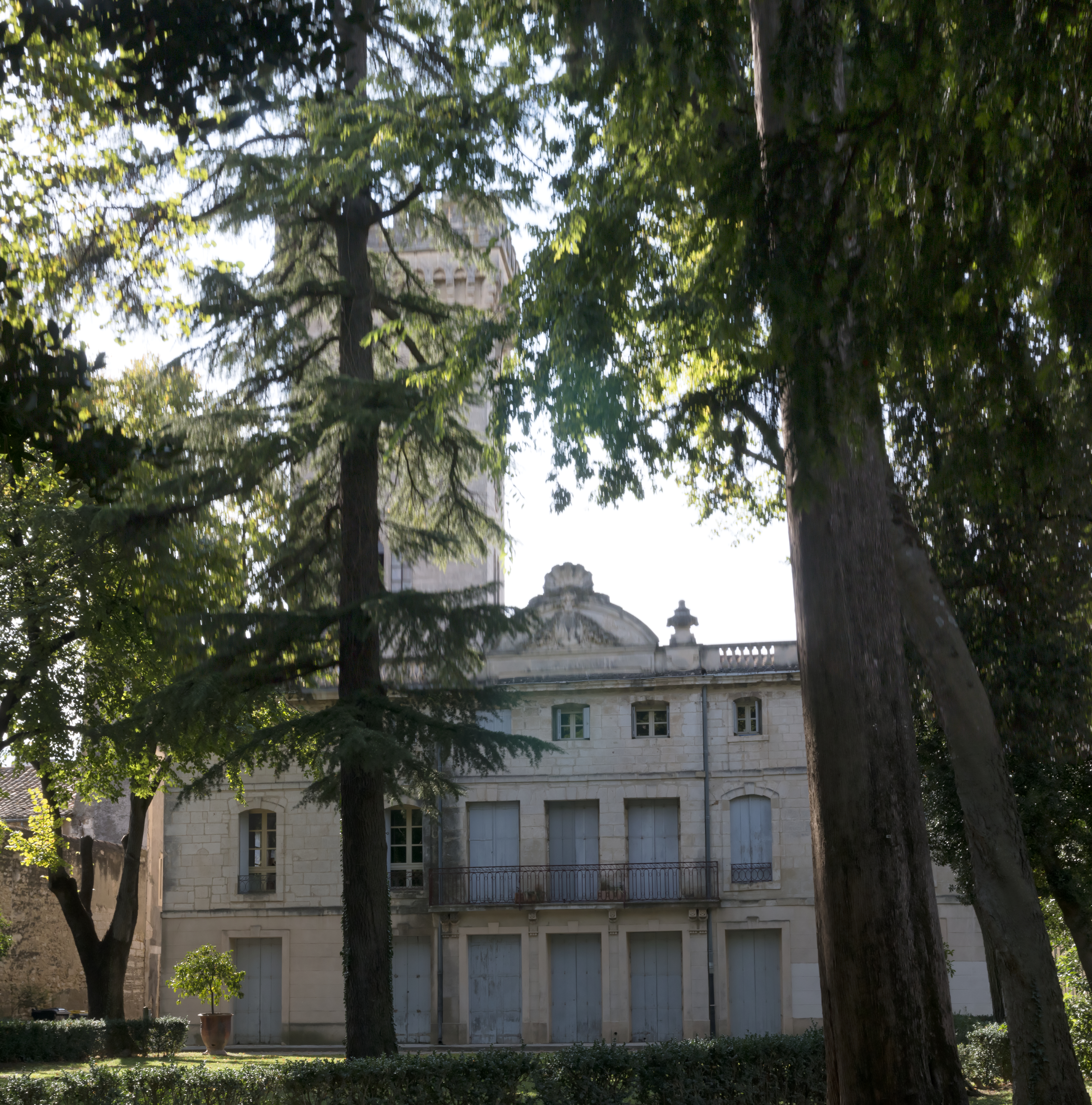
Façade Est
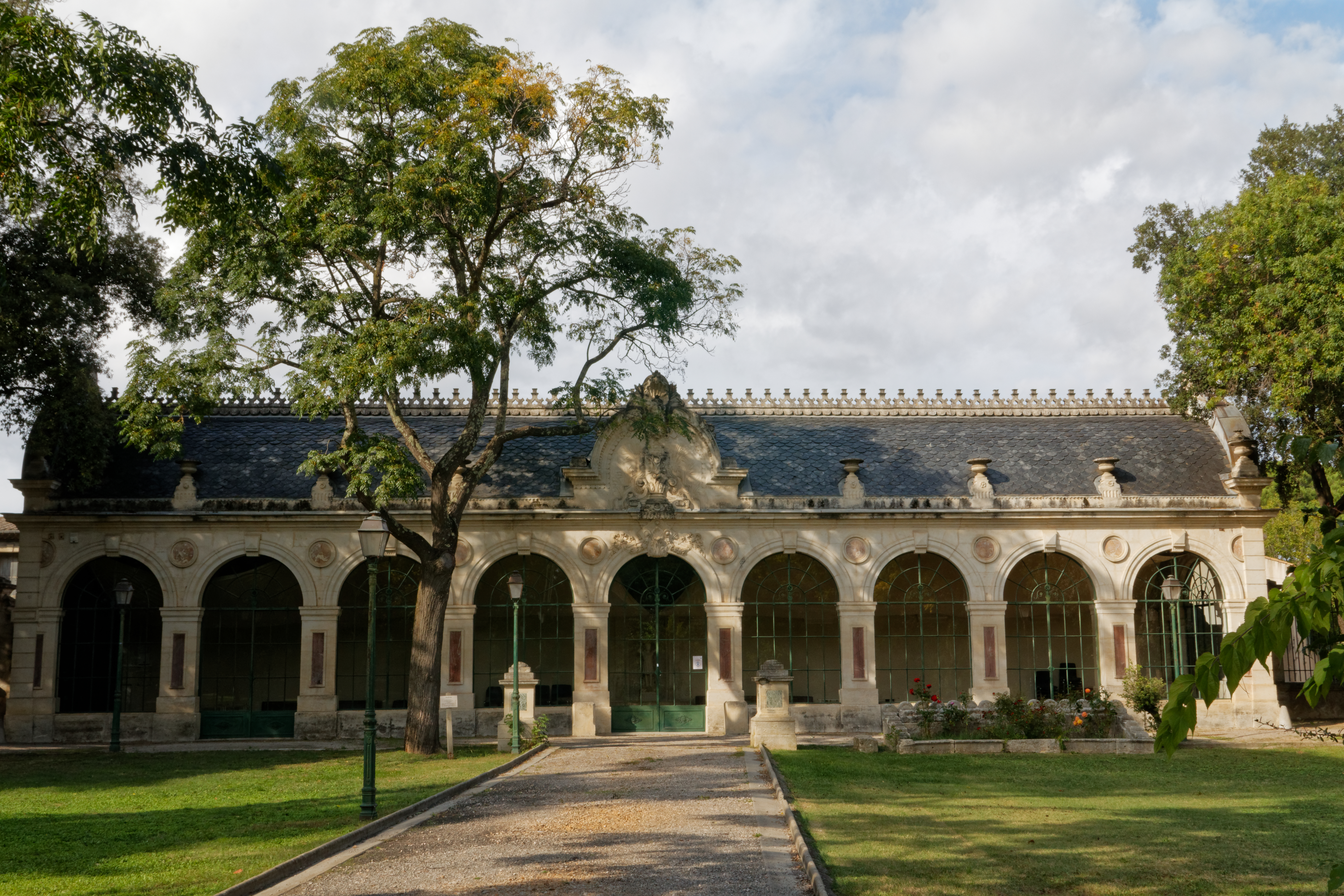
L'Orangerie